# Hyotan Jima
Hyotan Jima  (von japanisch ひょたん じま Hyōtan-shima, deutsch ‚Kürbisinsel‘) ist eine kleine Insel vor der Prinz-Harald-Küste des ostantarktischen Königin-Maud-Lands. Sie ist die größte einer Reihe kleiner Inseln in der Nachbarschaft zur Insel Ytrehovdeholmen westlich der Langhovde in der Lützow-Holm-Bucht. Die Insel hat zwei 25 bzw. 21 m hohe Hügel.
Japanische Wissenschaftler benannten sie 2008 deskriptiv nach ihrer Form.